# Actinoscyphia aurelia
Actinoscyphia aurelia (Stephenson, 1918) è un anemone di mare della famiglia Actinoscyphiidae

## Descrizione

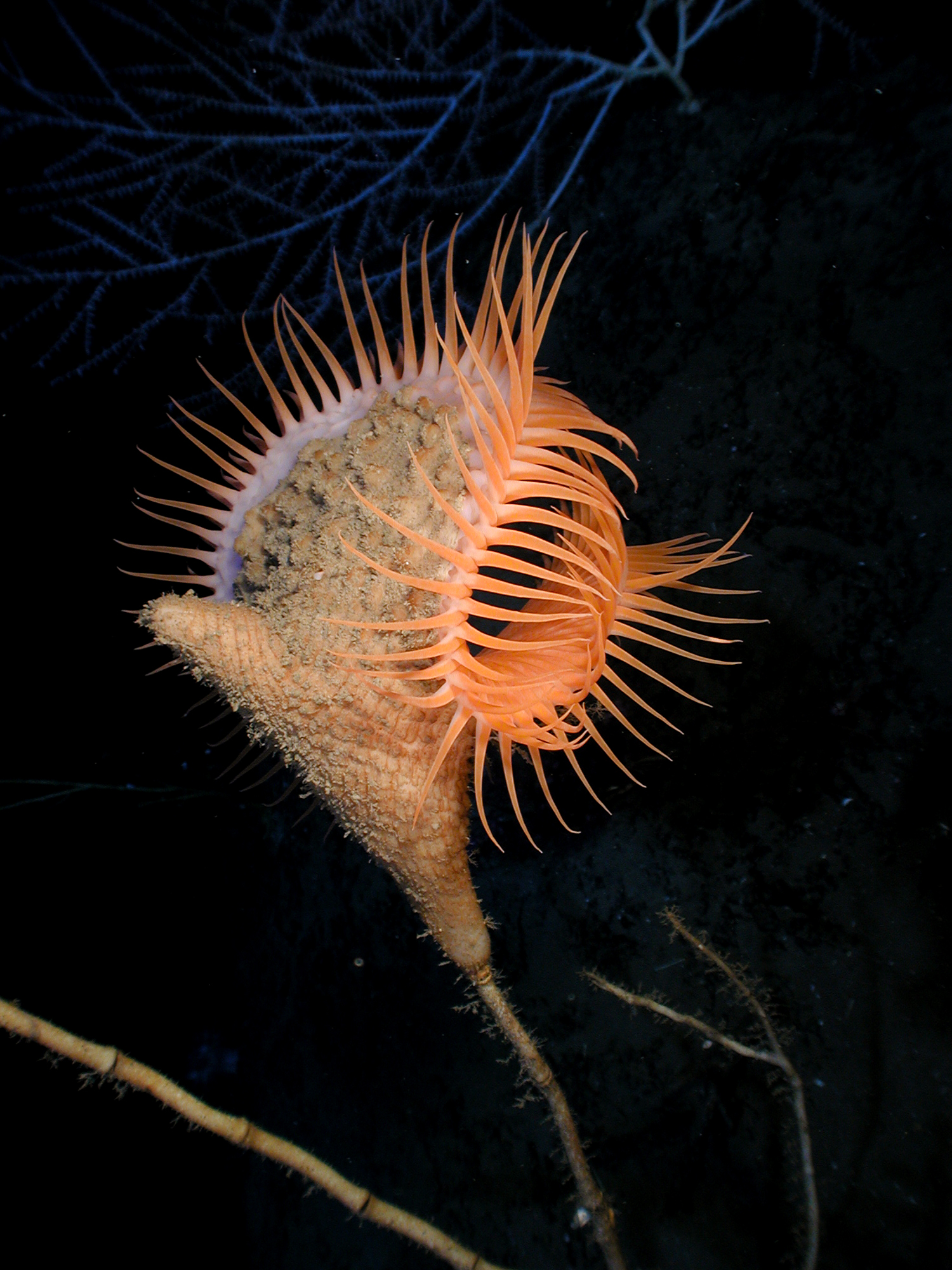

Per nutrirsi, si orienta sul suo piede in modo da rivolgersi verso la corrente che risale dalle acque profonde. 
Il suo disco podale è piccolo e i suoi tentacoli sono corti rispetto al largo, concavo disco orale, che è a forma di imbuto o fungo.
Estende i tentacoli in due file, una ripiegata indietro e una inclinata in avanti e raccoglie le particelle di cibo che passano andando alla deriva.
Quantunque normalmente considerata sessile a volte si muove, soprattutto quando è giovane.

## Distribuzione e habitat
Vive in ambienti fangosi a profondità batiali, nelle profonde acque dei canyon del Golfo del Messico.
È stato osservato anche in diversi siti nella regione di upwelling al largo della costa dell'Africa occidentale, è raro altrove.